# Meder
Meder (o Santo Adrián de Meder) es una parroquia del municipio pontevedrés de Salvatierra de Miño (Galicia, España). Está dividido en dos partes por el "porto seco" que es conocido por ser el polígono más grande de Galicia. Meder tiene entre unos 800 y 1000 habitantes. 
Su patrón es San Adrián, al que está dedicado su iglesia.
Meder tiene variedad forestal, entre la cual, los que más destacan son carballos (robles) y piñeiros (pinos)

## Situación
Es una parroquia del municipio de Salvatierra de Miño y limita con Leirado, Taboeja, Corzanes, Tortoreos, Fiolledo y Rubiós.

## Lugares de la parroquia
- O Barral
- Barreiros
- O Bertigallo
- A Bouza
- O Bouzo
- O Casal
- Codeseda
- O Covelo
- As Curuxeiras
- Os Eidos
- As Gándaras
- A Igrexa
- Lamas
- A Lamela
- A Luz
- O Monte
- Nogueiró
- O Outeiro
- Pazos
- A Roda
- A Serradela
- A Tapia

## Patrimonio histórico-artístico

### Fiestas
- Entroido
- Virgen de la Luz y de San Adrián el 6 de julio
- Fiestas del Cristo en marzo